# Daïra de Gouraya
La daïra de Gouraya est une daïra d'Algérie située dans la wilaya de Tipaza et dont le chef-lieu est la ville éponyme de Gouraya.

## Localisation
La daïra est située au nord-ouest et au sud-ouest de la wilaya de Tipaza.

## Communes de la daïra
La daïra est composée de trois communes : Gouraya, Messelmoun et Aghbal.